# Pedro Miguel Echenique
Pedro Miguel Echenique Landiríbar, también conocido como Pedro Etxenike (Isaba, Navarra, 8 de junio de 1950), es un científico español especializado en física del estado sólido.
En 1998 le concedieron el Premio Max Planck de Física y ese mismo año obtuvo el Premio Príncipe de Asturias de Investigación Científica y Técnica por sus descubrimientos en la predicción teórica de estados electrónicos imagen en la superficie de sólidos. También ha realizado importantes aportaciones en el campo de las interacciones ion-materia y de las pérdidas de energía de electrones en microscopía electrónica y de efecto túnel.
Fue el primer consejero del Departamento de Educación del Gobierno Vasco entre los años 1980 y 1983, y consejero del Departamento de Educación y Cultura, y portavoz del Gobierno Vasco entre 1983 y 1984. Actualmente es catedrático de Física de la Materia Condensada en la Universidad del País Vasco (UPV/EHU) y Presidente del Donostia International Physics Center (DIPC).
Elegido Vasco Universal en 1998, es académico numerario de la Real Academia de Ciencias Exactas, Físicas y Naturales, miembro extranjero de la Real Academia de Ciencias, Letras y Bellas Artes de Bélgica, y también Fellow de la Sociedad Americana de Física y de la Asociación Estadounidense para el Avance de la Ciencia. Además, es Presidente de Honor de Jakiunde, la Academia de las Ciencias, de las Artes y de las Letras del País Vasco y desde 2012, preside el jurado de los premios Príncipe de Asturias de Investigación Científica y Técnica.

## Formación
Se licenció en Ciencias Físicas por la Universidad de Navarra en 1972 con Premio Extraordinario de Fin de Carrera. El año siguiente en 1973 obtuvo el Premio Nacional de Fin de Carrera. En 1976 obtiene el grado de doctor, Philosophical Doctor (PhD) en Física por la Universidad de Cambridge y en 1977 se doctora en Física por la Universidad Autónoma de Barcelona, donde obtiene el premio extraordinario de Doctorado en 1978 (tesis:Aspecto de estela en la interacción de partículas cargadas con medios materiales).

## Actividad profesional
Desde 1976 es consultor del Laboratorio Nacional de Oak Ridge (Tennessee, Estados Unidos). Realizó el posdoctorado primero como investigador visitante en el Laboratorio Nacional de Oak Ridge y posteriormente como Fellow Nordita del Instituto Niels Bohr en Copenhague, realizando diversas estancias en Lund y Goteborg (Suecia), entre 1976 y 1977. Dos años más tarde, comenzó a desempeñar su labor como catedrático de Física del Estado Sólido en la Universidad de Barcelona, que abandonó en 1980 para formar parte del primer gobierno vasco como consejero de Educación, cargo que desempeña hasta 1983, cuando asume la cartera de Educación y Cultura y la portavocía del Gobierno hasta el final de la legislatura.
Uno de los hitos de esta legislatura fue la Ley de Normalización del Uso del Euskera, del que Echenique fue impulsor y ponente. Esos primeros años de la Consejería de Educación fueron también clave al establecer la mayor parte de las estructuras del sistema educativo del País Vasco, así como la libertad de enseñanza. Se impulsó la creación de centros tecnológicos y la internacionalización de las becas de estudios.
Finalizada esta etapa política, volvió a las aulas de la Universidad: primero en Cambridge, como profesor visitante en los Laboratorios Cavendish y, finalmente, a la Universidad del País Vasco, como catedrático de Física de la Materia Condensada, trabajo que mantiene hoy en día.
En la actualidad, es el presidente del centro de investigación Donostia International Physics Center (DIPC) creado en 1999.
En el pasado, fue promotor y creador del Centro Mixto CSIC-UPV/EHU, Centro de Física de Materiales (CFM) (1999-2001), donde desempeñó el cargo de primer director y del Centro de Investigación Cooperativa en Nanociencia, CIC nanoGUNE, del que era Presidente del Consejo de Administración desde 2006 hasta 2019.
Fue el primer presidente de Jakiunde, la Academia de las ciencias, Artes y Letras del País Vasco desde 2007 a 2012, y desde entonces es presidente de honor de la misma. Entre otras posiciones, ha sido también miembro del consejo rector del CSIC (Consejo Superior de Investigaciones Científicas) (2001-2007) y vicepresidente de Innobasque (2008-2012). Desde 2011 hasta 2019 fue también vicepresidente de la Fundación Euskampus, Campus de Excelencia Internacional de la Universidad del País Vasco.
Desde 2010 es uno de los organizadores y el spiritus rector del festival científico trianual Passion for Knowledge en San Sebastián.

## Premios y distinciones
Pedro Miguel Etxenike ha recibido numerosos galardones y distinciones, que avalan su extraordinaria trayectoria profesional y proyección científica internacional. Entre otros:
- Overseas Fellow del Churchill College, Cambridge, Reino Unido (1985)
- Medalla del Gobierno Vasco (1990)
- Premio Tecnología y Ciencias Xabier María de Munibe (1996)
- Premio Dupont de Ciencia (1996)
- Premio Euskadi de Investigación (1996)
- Premio Príncipe de Viana de la Cultura (1997)
- Medalla de oro de la Universidad del País Vasco (1998)[7]
- Hijo Predilecto de la Villa de Isaba. (1998)
- Gran cruz de la Orden de Alfonso X el Sabio (1998)[8]
- Premio Príncipe de Asturias de Investigación Científico Técnica (1998)
- Premio Max Planck de Física (1998)
- Vasco Universal del año (1998)
- Medalla de Oro de la Ciudad de San Sebastián (2000)
- Premio Iberdrola de Ciencia y Tecnología (2002)
- Medalla de oro de la Real Sociedad Española de Física (2002)
- Premio Manuel de Irujo. Fundación Irujo Etxea. Estella. (2003)
- Premio Nacional de Investigación Blas Cabrera (2005)[9]
- Medalla de oro de Guipúzcoa (2006)[10]
- Foreign Member of the Académie Royale des Sciences, des Lettres et des Beaux-Arts de Belgique (2009)
- Premio Manel Xifra i Boada de Comunicación Científico-Técnica (2010)
- Premio Sabino Arana (2011)
- Premio Liberpress Camins (2012)
- Embajador Honorario de San Sebastián (2012)
- Premio HETEL de compromiso con la Formación Profesional (2012)
- Académico numerario de la Real Academia de Ciencias (2014)[11]
- Medalla de Oro de Navarra (2016)
- Miembro Honorífico de la EPS (European Physical Society) (2018) por “his outstanding achievements as a scientist     in the field of Surface Physics, Attophysics, Interaction of charges and     radiation with matter and Many-body Physics and for his contributions as     an exceptional and tireless advocate of outreach, dissemination and public     awareness of physics, notably the creation and development of Passion for     Knowledge, which is a large-scale public outreach event in Donostia,     Basque Country, promoting science as the driving force behind     technological progress and the foundation of human culture”
- Primer socio honorífico de la Federación Vasca de Empresas Junior (2019)
- Miembro del Instituto Lombardo, Academia de Ciencias y Letras de Milán (2020)
- V Premio a la innovación empresarial DonosiaINN al DIPC (2020)
- Premio NIE (Nafarroako Ikastolen Elkartea) (2023)
- Conferencia solemne en la Reunión de Primavera de la Sociedad Alemana de Física (DPG) en Berlín (2024)
- “Gallico de Oro” (otorgado por la Sociedad Gastronómica Napardi de Pamplona) (2024)
- Premio a la Confianza en la primera edición de "Hitz Sariak-Premios Palabra" (2024)

En 1998 le conceden el título de honor Doctor of Science por la Universidad de Cambridge. Además es doctor honoris causa por las universidades de Valladolid, Navarra, Universidad Complutense de Madrid, la Universidad Aalto (2016),Universidad Autónoma de Santo Domingo (2017)y Universidad Autónoma de Madrid (2024).
Además, en 2014, fue seleccionado por la revista Quo, en colaboración con el Consejo Superior de Investigaciones Científicas y el Consejo Superior de Deportes, para la primera «Selección Española de la Ciencia», compuesta por trece científicos españoles destacados a escala internacional.

## Publicaciones
Pedro Miguel Etxenike ha (co-)dirigido 27 tesis doctorales y publicado más de 400 trabajos en libros y revistas especializadas, incluidas las revistas científicas más prestigiosas, como Nature o Science. En octubre 2023, segun Web of Science tiene 461 artículos en revistas de revisión por pares, citados más de 20.000 veces, resultando en un Índice h de 70.